# Itatí
Itatí é um município da Argentina, localizada na província de Corrientes. É a capital do departamento de Itatí. Fica localizada na margem sul do Rio Paraná em um trecho no qual aquele rio corre no sentido leste oeste e serve como fronteira entre a Argentina e o Paraguai.
A denominação do lugar é o resultado da conjunção de duas palavras do idioma guarani: "ita", que significa pedra; e "ti", que significa da cor branca. 
Em 28 de fevereiro de 1528, Sebastião Caboto aportou na margem do Rio Paraná, em um lugar que passou a ser denominado como: "Puerto de Santa Ana", situado em terras habitadas por nativos da etnia guarani liderados pelo cacique Guayarón, que atualmente pertencem ao Município de Itatí, nesse lugar recebeu hospitalidade e alimentos dos nativos.
Em 1592, o franciscano Luís de Bolaños fez os primeiros contatos com os nativos do lugar.
Em 1608, já existia em ermida no lugar.
Em 7 de dezembro de 1615, Luís de Bolaños fundou a redução que denominou como: "Pueblo de Indios de la Pura y Limpia Concepción de Nuestra Señora de Itatí", que daria origem à cidade.
O local da fundação original não corresponde à localização atual da cidade. A fundação original ocorreu a oeste da atual localização da cidade, em um lugar atualmente conhecido como "Tabacué" (povoado velho), onde ficava o antigo "Puerto de Santa Ana".
Em 1619, ocorreu a mudança do local da fundação original para a localização atual da cidade. Nessa época, a redução era dirigida por Juan de Gamarra.